# Torre de Santa María
Torre de Santa María (t. Torre Santa de Enol) – drugi co do wysokości szczyt masywu Cornión w Górach Kantabryjskich na północy Hiszpanii.